# Dennis Severs' House
Dennis Severs' House is een pand en museum aan de Folgate Street nummer 18 in Spitalfields, Londen, Engeland. Het rijtjeshuis is in georgiaanse stijl gebouwd. Van 1979 tot en met 1999 woonde Dennis Severs er. Hij maakte geleidelijk aan van de kamers tijdcapsules in de stijl van voorgaande eeuwen. Het huis is tegenwoordig open voor het publiek.

## Geschiedenis
Dennis Severs (Escandido, Californië, Verenigde Staten, 16 november 1948 – Londen 27 december 1999) werd tot Londen aangetrokken door wat hij het Engelse licht noemde en creëerde zijn huis in het vervallen pand aan Folgate Street in 1979. Dit gebied in het East End, naast Spitalfields Market, was zwaar in verval geraakt en kunstenaars begonnen de buurt in te trekken. Beeldend kunstenaars als Gilbert & George brachten een bohemien levensstijl en smaak mee naar de buurt. Zij wonen daar sinds de jaren 60. Ook zij hebben een vergelijkbaar huis volledig opnieuw ingericht, evenals schrijver Jeanette Winterson.
Severs begon alle tien kamers van het huis opnieuw te meubileren, elk in een andere historische meubelstijl. De stijlen komen hoofdzakelijk uit de 18e en 19e eeuw. De kamers zijn zodanig ingericht dat het net is alsof zij nog altijd gebruikt worden en de bewoners net uit de ruimte weg zijn gegaan. Om die reden zijn er ook stukken als half gegeten brood, verschillende geuren en achtergrondgeluiden voor elke kamer. Severs noemde dit still life drama en schreef hierover:

I worked inside out to create what turned out to be a collection of atmospheres: moods that harbour the light and the spirit of various ages.

In het Nederlands:

Ik heb keihard gewerkt om een collectie van sferen te creëren: stemmingen die het licht en de geest van verschillende tijden herbergen.

Door het hele huis is het fictieve verhaal van de familie Jervis (een verengelste naam van Gervais, onder wie Ricky Gervais). Van origine waren het hugenoten (Franse protestantse immigranten) zijdewevers die in het huis woonden van 1725 tot 1919. Elke kamer laat momenten zien uit de levens van deze bedachte bewoners. Schrijver Peter Ackroyd, auteur van onder andere “London: the biography”, schreef hierover:

The journey through the house becomes a journey through time; with its small rooms and hidden corridors, its whispered asides and sudden revelations, it resembles a pilgrimage through life itself.

In het Nederlands:

De reis door het huis wordt een reis door de tijd; met zijn kleine kamers en verborgen doorgangen, zijn gefluisterde terzijdes en plotselinge openbaringen, lijkt het op een bedevaart door het leven zelf.

Schilder David Hockney omschreef het huis als een van ’s werelds grootste operawerken.
Severs heeft het huis aan de Spitalfields Trust nagelaten voordat hij kwam te overlijden. Het is nu open voor het publiek. Het publiek wordt tijdens het bezoek gevraagd om de intenties van Severs te respecteren en mee te doen aan de imaginaire rondreis naar andere tijden.
Het motto van het huis is: Aut Visum Aut Non!: 'Je ziet het of je ziet het niet'.